# Феноскандия
Феноскандия е физикогеографска област от Северна Европа, обхващаща териториите на Скандинавския и Колския полуостров, Финландия и части от Карелия. Областта е част от Балтийската плоча и е изградена от древни структури. Релефът е ясно изразен ледников, богат на езера.